# Aneuxanthis locupletana
Aneuxanthis locupletana är en fjärilsart som beskrevs av Jacob Hübner 1818/22. Aneuxanthis locupletana ingår i släktet Aneuxanthis och familjen vecklare. Inga underarter finns listade i Catalogue of Life.